# بيلي كلارك (لاعب كرة قدم بريطاني)
بيلي كلارك (بالإنجليزية: Billy Clark)‏ (19 مايو 1967 في المملكة المتحدة - ) هو لاعب كرة قدم بريطاني في مركز الدفاع. لعب مع فوريست غرين ونادي إكزتر سيتي ونادي بريستول روفيرز ونادي بورنموث ونيوبورت كونتي وWeston-super-Mare A.F.C. ‏ ونادي باث سيتي ونادي تشيلتنهام تاون لكرة القدم وClevedon Town F.C. ‏.

## وصلات خارجية
- بيلي كلارك على موقع قاعدة بيانات كرة القدم.إي يو (الإنجليزية)
- بيلي كلارك على موقع Soccerbase.com (لاعب) (الإنجليزية)